# Roufim Soudkovski
Roufim ou Roufine Soudkovski (en russe : Руфи́н (Руфи́м) Гаври́лович Судко́вский , en ukrainien : Судко́вський Руфі́н Гаври́лович), né à Otchakiv (gouvernement de Kherson) le 7 avril 1850 (19 avril 1850 dans le calendrier grégorien), en Ukraine, alors dans l'Empire russe, et mort dans cette ville le 4 février 1885 (16 février 1885 dans le calendrier grégorien), est un peintre de marines et de paysages, académicien de l'académie impériale russe des beaux-arts.

## Biographie
Roufim Soudkovski s'est marié avec l'illustratrice et peintre Elena Samokich-Soudkovskaïa.

### Formation
- Académie russe des beaux-arts

## Quelques œuvres

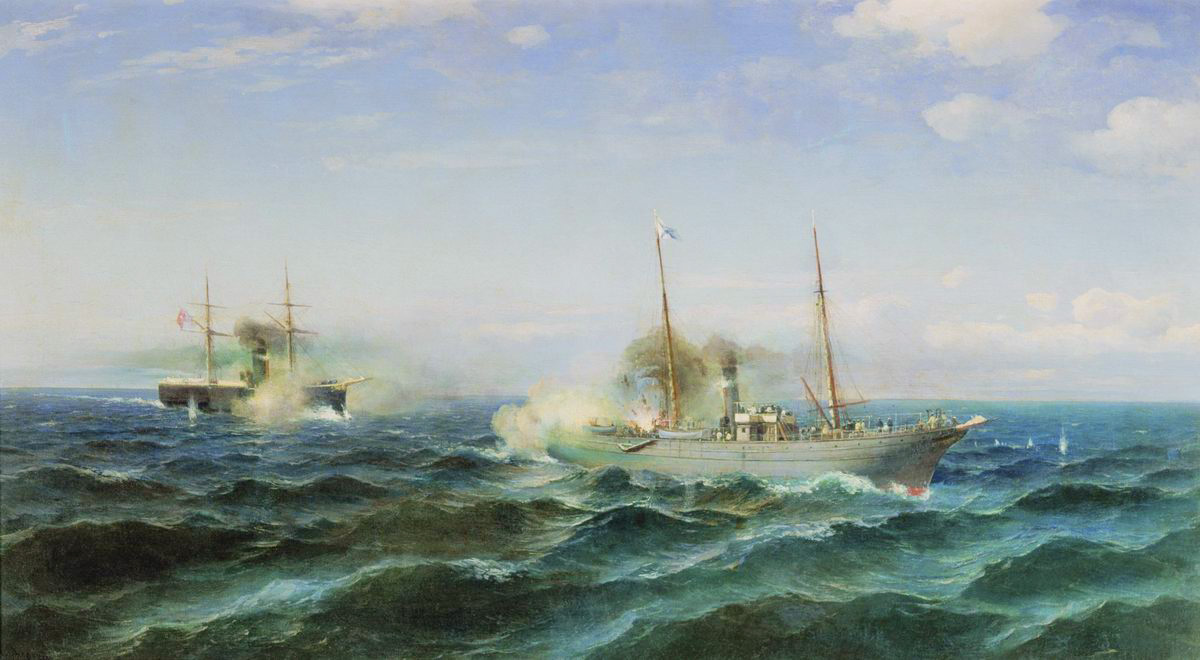
Bataille navale (1881)
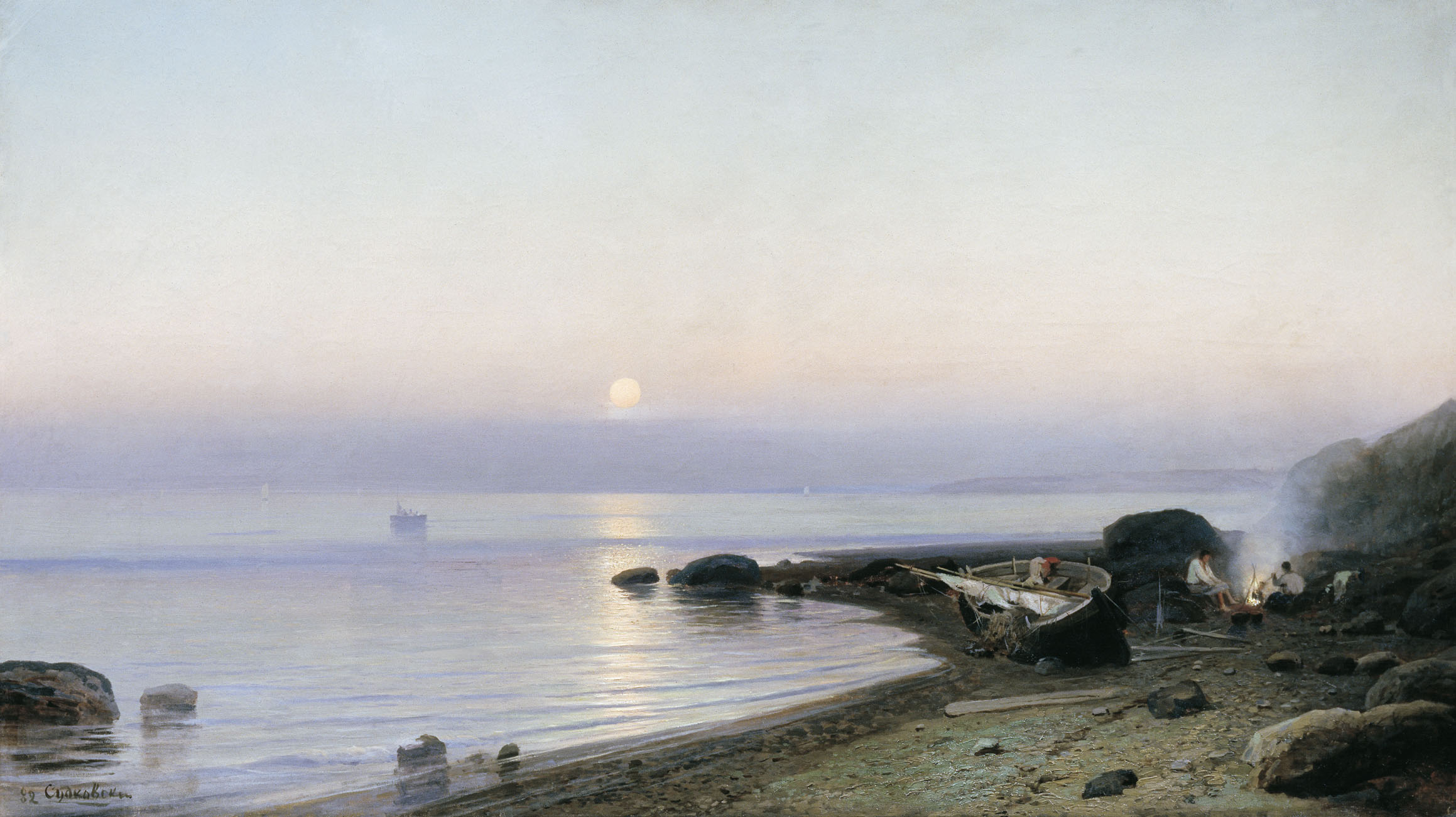
Au bord de mer (1882)
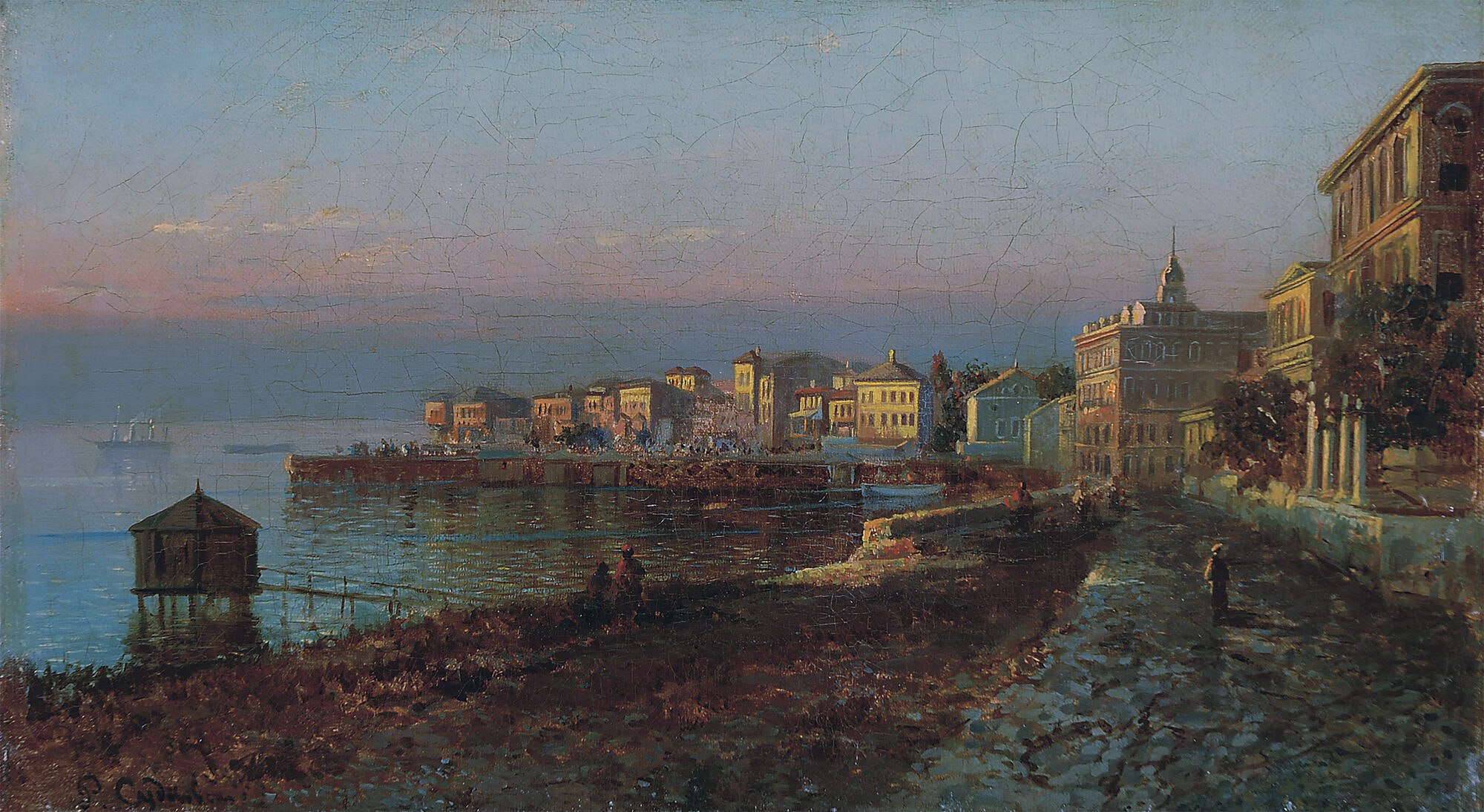
Rivage (avant 1885)
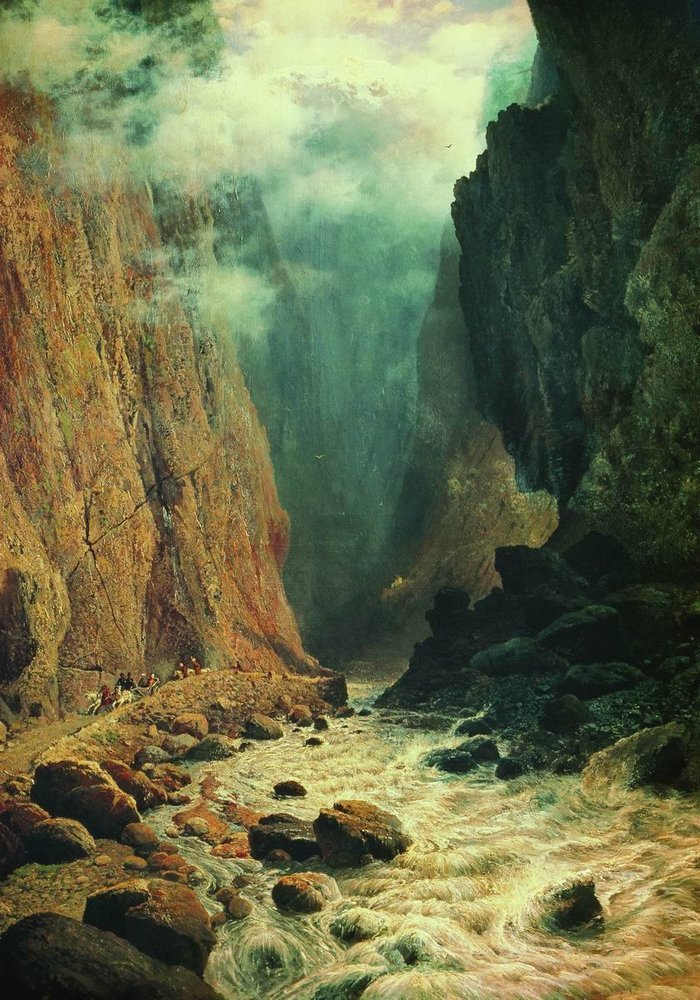
Gorges de Darial (1884)